# Andrew Schultz
Andrew Schultz (født 18. august 1960 i Adelaide, Australien) er en australsk komponist, professor, lærer og rektor.
Schultz studerede komposition på University of Queensland , University of Pennsylvania og på King's College London. Han har skrevet 3 symfonier, orkesterværker, kammermusik, 3 operaer, balletmusik, koncertmusik, vokalmusik etc. Schultz er musikprofessor på University of New South Wales i Sydney og professor i komposition på Universitetet i Wollongong, og rektor for musik- og kompositionsafdelingen på Guildhall School of Music and Drama i London.
Han hører til de ledende komponister i den nye generation af komponister fra Australien.

## Udvalgte værker
- Symfoni nr. 1 (?) - for orkester
- Symfoni nr. 2 "Spøgelser af en grund" - for orkester
- Symfoni nr. 3 "Århundrede" - for orkester
- Sort Flod - Opera
- Violinkoncert
- Sangenes Sang - Sange